# Siegmund Prey
Siegmund Prey (* 3. April 1912 in Hötting, Innsbruck; † 12. März 1992) war ein österreichischer Geologe.
Siegmund Prey war der Sohn des Professors für Astronomie Adalbert Johann Prey. Prey besuchte die Schule in Innsbruck und machte am Humanistischen Gymnasium in Prag 1930 sein Abitur. Er studierte ab 1930 an der Universität Wien Geologie, Mineralogie, Paläontologie und Petrographie und besuchte außerdem die meisten für das Lehramt an Mittelschulen für Naturgeschichte notwendigen Vorlesungen und Übungen der Zoologie, Botanik, Chemie, Physik und Geografie. 1937 wurde er bei Franz Eduard Suess mit Auszeichnung promoviert (Zur Frage des Auftretens der Dent Blanche Decke in der Sonnblickgruppe, Hohe Tauern). Schon vor Abschluss seiner Studien wirkte er am Geologischen Institut der Universität Wien unter Suess als wissenschaftliche Hilfskraft. 1937/38 war er auswärtiges Mitglied der Geologischen Bundesanstalt und mit Kartierungsaufgaben im Lungau beauftragt.
Nach dem „Anschluss“ Österreichs an das Deutsche Reich 1938 war Prey an Arbeiten für die Reichsautobahn beteiligt und mit wehrgeologischen Arbeiten an der Technischen Hochschule befasst. Unmittelbar nach dem Einmarsch der Deutschen Wehrmacht in die Tschechoslowakei führte er ab Oktober 1938 Untersuchungen in den Deutschland zugeschlagenen Gebieten durch. Später war Prey in Polen und Russland eingesetzt. Aus dieser Tätigkeit ging etwa ein geologisches Gutachten zu dem Begräbnisplatz des Gefangenenlagers Stalag 366 hervor. In diesem Lager kamen nach Timothy Snyder bis Kriegsende 55.000 Menschen um.
Im Winter 1943 wurde Prey aus Griechenland zur Wehrgeologenstelle 35 nach Albanien versetzt und war dort bis Oktober 1944 tätig. In dieser Zeit fertigte er mehr als 100 künstlerische Zeichnungen und das Kriegstagebuch der Einheit an. Es ist das einzige überlieferte Kriegstagebuch einer deutschen Wehrgeologenstelle im Zweiten Weltkrieg und wurde 2019 mit einigen der Aquarelle von Gunnar Mertz veröffentlicht.
1947 wurde Prey Angestellter der Geologischen Bundesanstalt, wo er bei Kartierungen im Alpenvorland auf sein zukünftiges Hauptarbeitsgebiet, der Flyschzone kam. Er wandte sich dazu auch der Mikropaläontologie zu. Er war an der geologischen Kartierung vieler Teile Österreichs beteiligt, unter anderem in den 1950er Jahren in den Karnischen Alpen (mit Franz Kahler), in den Karawanken und den Hohen Tauern und besonders intensiv mit der Geologie der Flyschzone (wie Pernecker Kogel bei Kirchdorf an der Krems, Flyschfenster von Windischgarsten, im Wienerwald). 1977 ging er in Pension. Er lieferte Beiträge zu dem von der Geologischen Bundesanstalt 1980 herausgegebenen Werk Bau und Bild Österreichs.
1969 wurde er korrespondierendes Mitglied der Österreichischen Akademie der Wissenschaften. 1975 erhielt er das Ehrenkreuz für Wissenschaft und Kunst I. Klasse. Er war 1967/68 Vorsitzender und später Ehrenmitglied der Österreichischen Geologischen Gesellschaft, deren Eduard-Sueß-Gedenkmünze er 1990 erhielt.